# Сиг (подводная лодка)
«Сиг» — русская подводная лодка типа «Осётр» времён русско-японской войны.

## История строительства
Подводная лодка «Сиг» была заложена в 1904 году на верфи Newport News Shipbuilding & Dry Dock Company в Ньюпорт-Ньюс, США. 24 января 1905 года в разобраном виде была доставлена в Либаву (Россия), где на заводе по сути не собиралась, а строилась заново из-за низкого качества поставляемых частей корпуса.
Сборка была закончена в июне 1905 года, в июле состоялся спуск на воду. 18-24 июля прошли приёмо-сдаточные испытания, после чего «Сиг» стал единственным кораблём своего класса, зачисленным в состав Балтийского флота.

## История службы
В 1905 году «Сиг» совершил несколько походов по Балтике. В 1906 году — вошёл в состав Учебного отряда подводного плавания. В 1907 году — в составе вооружённого резерва. В 1909 году во время манёвров «Сиг» стал единственной подводной лодкой, сумевшей выйти в атаку на корабли условного противника. С 1911 года — в составе судов второго резерва. В 1912 году участвовал в испытании прибора подводной связи, закончившихся неудовлетворительно. В 1912 году прошёл капитальный ремонт, но уже в 1913 году из-за состояния корпуса и механизмов «Сигу» было запрещено погружаться глубже 10,5 метров (35 футов).
В июле 1914 года «Сиг» был выведен из боевого состава флота, а в 1915 году — затоплен в качестве брандера на входе в Либавский порт. Предположительно был поднят в 1922 году и разделан на металл.

## Командиры
- А. О. Гадд: 11 апреля 1905 — 17 января 1907
- Н. Л. Кржижановский: 4 июня 1907—1908
- В. И. Дмитриев: 3 марта 1908 — 10 мая 1910
- Б. А. Мантьев: 7 мая — 9 октября 1910
- А. Н. Никифораки: 9 октября 1910 — 20 июля 1914